# Idéburet offentligt partnerskap
Idéburet offentligt partnerskap (IOP) är ett samarbete mellan kommuner eller region och en ideell verksamhet. Modellen utvecklades 2010 av Forum - idéburna organisationer med social inriktning, som är branschorganisationen för idéburna organisationer med social inriktning. IOP är ett mellanting mellan föreningsbidrag och upphandling av tjänster.
Det första IOP-avtalet i Sverige ingicks mellan Västerås kommun och Stadsmissionen 2012 och handlade om stöd till hemlösa.  Ett av de som följde var i Sigtuna, då mellan kommunen och en kvinnojour. Sveriges kommuner och regioner beslutade på sin kongress 2015 att utveckla stöd kring samverkansformen IOP. Sveriges regering tillsatte 2018 en utredning, "Idéburna aktörer i välfärden" där ett av uppdragen var att förenkla användningen av IOP. I Sverige fanns 2016 minst 56 IOP, där kvinnojourer och flyktingmottagningar är de vanligaste.